# Оксамитниця Тарпея
Оксамитниця Тарпея (Oeneis tarpeja) — вид денних метеликів з родини сонцевиків (Nymphalidae).

## Поширення
Вид поширений на Кавказі, Надволжі, Західному Казахстані, на півдні Сибіру, в Монголії та Далекому Сході Росії. В Україні спостерігався у середині XX століття на сході країни. Вважається локально вимерлим.

## Опис
Довжина переднього крила 22-28 мм. Крила зверху рудувато-охристі з сіруватою зовнішньою облямівкою. Зверху і знизу на кожному крилі по 4-5 чорних овальних сліпих (без світлого ядерця) вічка в постдискальній області.

## Спосіб життя
Метелики літають в кінці травня - червні. Трапляється на луках, степових ділянках, схилах гір, альпійських луках. Гусениці розвиваються на степових злакових травах (тонконіг, костриця). Зимує лялечка в трав'яний підстилці. 